# آلکساندر تالالیان
آلکساندر آندرانیکی تالالیان (ارمنی: Ալեքսանդր Անդրանիկի Թալալյան؛  زادهٔ ۱۷ سپتامبر ۱۹۲۸ - درگذشته ۹ اوت ۲۰۱۶) ریاضی‌دان، استاد اهل ارمنستان بود.

## زندگی‌نامه
وی در ۲۲ سپتامبر ۱۹۲۸ در روستای گتک به دنیا آمد و از دانشگاه دولتی ایروان (۱۹۵۱) و انستیتو ریاضیات استکلوف فارغ‌التحصیل گشت. وی عضو فرهنگستان ملی علوم ارمنستان بود. وی همچنین برندهٔ جوایزی همچون نشان آنانیا شیراکاتسی (۲۰۰۳) شده است. وی در ۹ اوت ۲۰۱۶ در سن ۸۷ سالگی در ایروان درگذشت.

## یادداشت
1. ↑  ֆիզիկամաթեմատիկական գիտությունների դոկտոր
2. ↑  ՌԳԱ Ստեկլովի անվան մաթեմատիկական ինստիտուտ